# زهير بن بشر الخثعمي
زهير بن بشر الخثعمي (توفي في 61هـ/ 680 م) من المشاركين في معركة كربلاء، وقتل فيها، رُجح أن يكون زهير بن سليم الأزدي ورد اسمه في زيارة الناحية المقدسة، وقتل في الحملة الأولى.